# Boule de neige (Oulipo)
Pour les articles homonymes, voir Boule de neige (homonymie).
Une boule de neige est une contrainte littéraire de l’Oulipo : un poème dont le premier vers est fait d’un mot d’une lettre, le second d’un mot de deux lettres, le troisième d’un mot de trois lettres, etc. Une boule de neige fondante débute par un vers de n lettres, puis chaque vers diminue d’une lettre pour arriver au dernier d’une seule lettre.
L’utilisation d’une police de caractères à chasse fixe (c’est-à-dire dont tous les caractères ont exactement la même largeur, telle que Courier) permet de bien mettre en évidence la variation du nombre de lettres entre chaque ligne.

## Exemples
Le poème J’ai cru voir de Georges Perec.
J
ai
cru
voir
[...]